# منتخب ترينيداد وتوباغو لكرة القاعدة
منتخب ترينيداد وتوباغو لكرة القاعدة (بالإنجليزية: Trinidad and Tobago national baseball team)‏ هو ممثل ترينيداد وتوباغو الرسمي في المنافسات الدولية في كرة القاعدة
.